# Sequestro de carbono
Sequestro de carbono (também conhecido com captura de carbono) é o processo de remoção de gás carbônico da atmosfera. Tal processo ocorre principalmente em oceanos, florestas e outros locais onde os organismos, por meio da fotossíntese, capturam o carbono e lançam oxigênio na atmosfera. É a captura e estocagem segura de gás carbônico (CO2) que evita sua emissão e permanência na atmosfera terrestre. O desmatamento é um forte "contraventor" do sequestro pois diminui o efeito deste quando elimina o número de seres fotossintetizantes.
As atividades humanas, como a queima de combustíveis fósseis e a utilização de calcário para a produção de cimento, bem como os diferentes usos da terra, associados ao desmatamento e queimada são as principais causas do rápido aumento dos níveis de dióxido de carbono (CO2) na atmosfera, contribuindo para o aquecimento global. No entanto, os maiores estoques de carbono não são encontrados na atmosfera, mas sim, no ecossistema marinho ou no ecossistema terrestre (oceanos + solo).

## Estoque e sequestro de carbono natural

Ciclo do carbono

### Ecossistema oceânico
O oceano é o maior reservatório de carbono da Terra, contendo cerca de cinquenta vezes mais carbono que a atmosfera. O carbono no oceano é naturalmente sequestrado a partir de dois processos:

#### Processo físico
Está ligado a circulação termoalina (formações de água profunda no oceano). O CO2 da atmosfera dissolve-se mais facilmente em água fria do que em água quente. As águas superficiais transportadas dos trópicos para as altas latitudes (regiões polares), ao perderem calor aumentam sua densidade e iniciam um movimento descendente. Essas águas são ricas em CO2, este foi armazenado no oceano profundo por cerca de 1.000 anos, só retornando para a atmosfera quando a circulação oceânica provoca o afloramento de águas profundas à superfície do oceano.
O aquecimento global pode provocar a fusão do gelo nas regiões polares, o que levaria a redução da salinidade, desta forma, aumentando a estratificação entre as águas superficiais e profundas, consequentemente reduzindo o movimento descendente de CO2 para o oceano profundo.

#### Processo biológico
Também conhecido como “Bomba Biológica”, o fitoplâncton retira CO2 da água do oceano para realizar o processo da fotossíntese.
O plâncton e outros organismos marinhos extraem o CO2 da água do oceano e convertem-no em carbonato de cálcio (CaCO3), para construir seus esqueletos e escudos.
Quando o fitoplâncton é consumido por bactérias ou pelo zooplâncton, nutrientes e CO2 são liberados para a água, podendo ser outra vez absorvido pelo fitoplâncton ou ser liberado para a atmosfera. Porém, quando o fitoplâncton morre, parte do carbono orgânico e, principalmente, o carbono inorgânico, são depositados no fundo do oceano, formando depósitos sedimentares, e posteriormente petróleo e carvão.
Em condições naturais, o carbono aprisionado nesse reservatório sedimentar demora pelo menos 400 milhões de anos para voltar à atmosfera, por emissões vulcânicas e hidrotérmicas.

### Ecossistema terrestre
O CO2 armazenado no ecossistema terrestre pode ser fixado tanto no solo quanto nas plantas. O CO2 armazenado é o balanço entre a absorção da planta, a fixação de carbono no solo e as perdas por respiração e decomposição.
Os ecossistemas terrestres que compreendem as plantas e o solo são considerados atualmente como um grande sumidouro  de carbono, especialmente os solos. Há evidências de que o solo possa resultar em significativa redução no aumento dos gases do efeito estufa.

#### Plantas
Enormes quantidades de carbono são armazenadas naturalmente em todas as plantas, assim como no solo. Como parte da fotossíntese, as plantas absorvem o dióxido de carbono da atmosfera, armazenam o carbono como açúcar, amido (carboidrato) e celulose. O carbono é armazenado e liberado continuamente dependendo da planta e da fase de sua vida naquele tempo. O efeito de absorção do CO2 existe somente quando elas crescem no tamanho: é limitado assim naturalmente. Ao contrário, uma queimada em uma floresta liberará rapidamente o carbono absorvido para a atmosfera.
A taxa em que as florestas podem sequestrar o carbono excede a taxa em que é liberada pela combustão fóssil florestal (carvão, óleo e gás natural).

#### Solo
O solo possui o maior estoque de carbono do ecossistema terrestre; ele estoca o dobro do carbono que a vegetação e cerca de três vezes o valor da atmosfera, abaixo do solo o armazenamento orgânico é duas vezes maior que acima do solo.
No solo, o acúmulo gradual e lento da deterioração do material orgânico continuará a acumular o carbono, agindo desse modo como sequestrador. Os resíduos de plantas (ex. folhas, galhos, frutos) que caem sobre o solo são gradualmente alterados por interações entre a fauna do solo e microorganismos formando húmus.
Os processos de decomposição e taxas de mineralização são fortemente influenciados pelo clima, tipo e qualidade da matéria orgânica, associações químicas e físico-químicas da matéria orgânica com os componentes minerais do solo e pela localização da matéria orgânica no solo.
Os três principais processos responsáveis pela retenção do carbono nos solos são a humificação, agregação, sedimentação. Ao mesmo tempo, os processos responsáveis pelas perdas de carbono no solo são a erosão, decomposição, volatilização e lixiviação.

## Sequestro de carbono artificial

### Ecossistema oceânico
O sequestro de carbono artificial no oceano é simplesmente acelerar o processo natural de captura de CO2 da atmosfera, reduzindo o efeito estufa. Atualmente não se pode estimar o quanto de carbono pode ser sequestrado sem perturbar a estrutura e função do ecossistema marinho, mas pesquisas estão sendo realizadas com bastante cuidado para avaliar os potenciais riscos e os benefícios do sequestro de carbono, bem como os custos associados.
O sequestro artificial pode ser obtido a partir de dois métodos:

#### Injeção direta
Consiste na injeção direta do CO2 no fundo do oceano, abaixo da termoclina, se a injeção for a grandes profundidades o CO2 afundará e talvez formará um “lago”. O CO2 se dissolverá rapidamente na água do mar, reduzindo o pH no local da injeção, deixando a água mais ácida. Com o aumento da acidez reduz a quantidade de carbonato de cálcio na água, afeta o crescimento e as taxas de reprodução de alguns organismos marinhos como peixes e plâncton e para os animais que vivem em grandes profundidades, sua capacidade de eliminar gás carbônico seria reduzido, levando a morte desses organismos por asfixia.

#### Fertilização do oceano
Se dá através da adição de ferro (micronutriente), em regiões onde a produtividade biológica é limitada pelo ferro, provocando um aumento no crescimento do fitoplâncton, acelerando a atividade fotossintética. A fertilização do oceano poderia provocar efeitos adversos no ecossistema marinho como, por exemplo, as grandes taxas de decomposição de fitoplâncton reduziria os níveis de oxigênio na água, que associada à atividade microbiana podem produzir potentes gases do efeito estufa como o metano e o óxido nitroso.

### Ecossistema florestal
As “florestas novas”, particularmente o reflorestamento, não podem ser sequestradoras diretas do carbono (essa frase está em desacordo com o artigo, por favor citar referência). Embora a floresta natural seja um estoque líquido de CO2, o reflorestamento pode inicialmente ser uma fonte da emissão de CO2 quando o carbono do solo é liberado na atmosfera. Plantar florestas, ou melhor, espécies florestais, fornecem um número de benefícios adicionais incluindo a redução da erosão, da captação aumentada da água, e de benefícios econômicos colhidos de sustentabilidade.
O reflorestamento e o enriquecimento de florestas naturais não é bastante para contrabalançar o nível atual das emissões de gases do efeito estufa, assim como se acredita que o sequestro de carbono por plantações de árvores nunca garantirá um sequestro em longo prazo. Mesmo as estimativas otimistas vêm à conclusão que plantar florestas não é bastante para contrabalancear o nível atual das emissões de gases do efeito estufa.
Os níveis orgânicos do carbono dos solos em muitas áreas agricultáveis foram esgotados severamente. Melhorar os níveis do húmus destes solos melhoraria a qualidade do solo e aumentaria a quantidade de carbono sequestrado nestes solos.
Os mecanismos para realçar o sequestro do carbono no solo incluem: conservação de áreas naturais e rotação de culturas. A terra preta, um solo antropogênico encontrado em parte da Amazônia, e com alto teor de carbono, está sendo investigada também como um mecanismo do sequestro.
Os níveis de absorção e estocagem de carbono apresentado pelo dendezeiro em diferentes condições ecológicas, apontam para valores bastante interessantes e próximos daqueles apresentados pelos reflorestamentos de Eucalipto.
Em outra proposta, o dióxido de carbono produzido em usinas termoelétricas seria usado para promover o crescimento de enormes quantidades de algas, que poderiam ser usadas como combustível.
O Brasil tem como meta atingir um percentual de 18% da sua matriz energética através da Bioenergia sustentável até o ano de 2030. Sua proposta é que ocorra um replantio de 12 milhões de hectares de florestas.